# AVC Vogherese 1919
AVC Vogherese 1919 (wł. Associazione Sportiva Dilettantistica A.V.C. Vogherese 1919) – włoski klub piłkarski, mający siedzibę w mieście Voghera, w północnej części kraju, grający od sezonu 2019/20 w rozgrywkach Eccellenza Lombardia.

## Historia
Chronologia nazw:
- 1919: Associazione Vogherese Calcio
- 1922: do klubu dołączył Unione Ginnastica Vogherese
- 1937: klub rozwiązano
- 1941: VISA Voghera
- 1945: Associazione Vogherese Calcio
- 1959: klub rozwiązano
- 1959: po reorganizacji klubu Associazione Ragazzi Cairoli (A.R.C.)
- 1962: Associazione Calcio Voghera
- 1973: Associazione Calcio Vogherese
- 1994: Associazione Calcio Voghera
- 2013: klub rozwiązano
- 2015: Associazione Sportiva Dilettantistica Voghera – po fuzji klubów Nord Voghera, Torrevillese, Orione
- 2019: klub rozwiązano
- 2019: Associazione Sportiva Dilettantistica AVC Vogherese 1919 – po reorganizacji klubu ASD OltrepoVoghera

Klub sportowy Associazione Vogherese Calcio (A.V.C.) został założony w miejscowości Voghera 26 listopada 1919 roku. W 1920 dołączył do FIGC. Również w 1920 towarzystwo gimnastyczne Unione Ginnastica Vogherese (U.G.V.) organizowało sekcję piłkarską. W sezonie 1920/21 zespół debiutował w rozgrywkach Promozione Lombardia (D2). 24 lipca 1921 roku, podczas zgromadzenia na którym przedstawiono Projekt Pozzo, plan reformy mistrzostw, który przewidywał zmniejszenie mistrzostw Pierwszej Dywizji Północnej do zaledwie 24 uczestników w porównaniu z 64 uczestnikami mistrzostw sezonu 1920/21, 24 największe włoskie kluby odłączyli się od FIGC, tworząc federację (CCI) i mistrzostwo (Prima Divisione, znane również jako Torneo delle 24). Klub A.V.C. zdecydował się przejść do CCI, zajmując w sezonie 1921/22 trzecie miejsce w Seconda Divisione Lombarda (D2). Inny klub z miasta U.G.V. dołączył do FIGC, zajmując w sezonie 1921/22 drugie miejsce w grupie A Promozione Lombardia. Przed rozpoczęciem sezonu 1922/23 ze względu na kompromis Colombo dotyczący restrukturyzacji mistrzostw, klub został zakwalifikowany do Terza Divisione Lombardia (D3). Oba kluby A.V.C. i U.G.V. połączyły się przyjmując nazwę pierwszego a kolory drugiego. Po wprowadzeniu w 1926 roku Divisione Nazionale poziom Terza Divisione został zdegradowany do czwartego poziomu. W 1927 otrzymał promocję do Seconda Divisione, a w 1929 do Prima Divisione. W sezonie 1929/30 po podziale najwyższej dywizji na Serie A i Serie B poziom Prima Divisione został zdegradowany do trzeciego stopnia. W sezonie 1934/35 zajął 11.miejsce w grupie C Prima Divisione. W sezonie 1935/36 jako trzeci poziom została wprowadzona Serie C, poziom Prima Divisione został obniżony do czwartego stopnia. Ale z powodu braku funduszy klub nie zgłosił się do mistrzostw w sezonie 1935/36. Po otrzymaniu listu, wysłanego z Asmary przez czterech byłych graczy z prośbą o odtworzenie A.V.C., we wrześniu 1936 roku klub A.V.C. zarejestrował się w Prima Divisione Lombarda (D4). Po zakończeniu sezonu 1936/37 klub z powodu braku funduszy oraz wydarzeń wojennych w Europie został rozwiązany. W maju 1941 były prezydent klubu markiz Amedeo Clavarino przekonał klub VISA Voghera do rejestracji w mistrzostwach Prima Divisione Lombarda. W 1942 awansował do Serie C. W trzeciej lidze występował tylko jeden sezon 1942/43, aż do rozpoczęcia działań wojennych na terenie Włoch w czasie II wojny światowej, wskutek czego mistrzostwa 1943/44 zostały odwołane. W 1944 startował w wojennych rozgrywkach Campionato II Zona Lombarda.
Po zakończeniu II wojny światowej, klub wznowił działalność w 1945 roku i z pierwotną nazwą Associazione Vogherese Calcio został zakwalifikowany do Serie B-C Alta Italia. W 1946 klub awansował do Serie B. W 1948 roku w wyniku reorganizacji systemu lig został zdegradowany do Serie C. W 1950 spadł do Promozione Lombarda (D4). W 1952 po kolejnej reorganizacji systemu lig liga zmieniła nazwę na IV Serie. W 1953 został na rok zdegradowany do Promozione Lombardia (D5). W 1958 zespół spadł do Campionato Lombardo Dilettanti. W 1959 z powodu poważnych kłopotów finansowych zaprzestał działalności sportowej i został rozwiązany.
Inny klub miejski Associazione Ragazzi Cairoli (A.R.C.), który powstał w 1948 roku, zastąpił zbankrutowany klub i startował w sezonie 1959/60 w rozgrywkach Prima Categoria Lombardia (D5). W 1962 awansował do Serie D, po czym zmienił nazwę na AC Voghera. W 1970 zespół spadł do Promozione Lombardia, a w 1973 przyjął nazwę AC Vogherese. W 1974 na rok został zdegradowany do Promozione Lombardia. W 1978 zdobył promocję do Serie D. Przed rozpoczęciem sezonu 1978/79 Serie C została podzielona na dwie dywizje: Serie C1 i Serie C2, wskutek czego Serie D została obniżona do piątego poziomu. W 1981 roku klub otrzymał promocję do Serie C2, a w 1989 spadł do Campionato Interregionale (D5). W 1992 wrócił do Serie C2, ale po roku spadł do Campionato Nazionale Dilettanti, po czym zmienił nazwę na AC Voghera. W 1996 znów wrócił do Serie C2, ale w 1999 spadł do Serie D. W sezonie 2012/13 zajął czwarte miejsce w grupie B Serie D, ale potem z powodu trudności finansowych klub zrezygnował z dalszych występów i został rozwiązany.
W 2015 roku w mieście odbyła się fuzja klubów Nord Voghera, Torrevillese i Orione, w wyniku czego został utworzony nowy klub o nazwie ASD Voghera, który startował w rozgrywkach Prima Categoria Lombardia (D7). W 2018 został promowany do Promozione Lombardia. W sezonie 2018/19 zajął ostatnie 16.miejsce w grupie F Promozione Lombardia, wycofując się z rozgrywek po rundzie jesiennej, i został zdegradowany do Prima Categoria. Klub po raz kolejny został rozwiązany.
W czerwcu 2019 roku klub ASD OltrepoVoghera (powstał w 1920 roku) przejął tradycję głównego klubu miasta i zmienił nazwę na AVC Vogherese 1919. W sezonie 2019/20 startował w Eccellenza Lombardia (D5).

## Barwy klubowe, strój
|  |  |

Klub ma barwy czerwono-czarne. Zawodnicy domowe spotkania zazwyczaj grają w czerwonych koszulkach, czarnych spodenkach oraz czarnych getrach.

## Sukcesy

### Trofea międzynarodowe
Nie uczestniczył w rozgrywkach europejskich (stan na 31-05-2020).

### Trofea krajowe
| \| \| Zdobyte trofea w rozgrywkach Włoch (stan na: 31-08-2020) \| |                                                          |      |                            |
| Rozgrywki                                                         | Osiągnięcie                                              | Razy | Sezon(y)                   |
| · Mistrzostwo                                                     | I miejsce                                                | 0    |                            |
| · Mistrzostwo                                                     | II miejsce                                               | 0    |                            |
| · Mistrzostwo                                                     | III miejsce                                              | 0    |                            |
| · Puchar                                                          | zdobywca                                                 | 0    |                            |
| · Puchar                                                          | finalista                                                | 0    |                            |
| · Puchar                                                          | 1/64 finału                                              | 1    | 1926/27                    |
| II liga                                                           | I miejsce                                                | 1    | 1920/21 (F Lombardia)      |
| II liga                                                           | II miejsce                                               | 1    | 1920/21 (finale Lombardia) |
| II liga                                                           | III miejsce                                              | 1    | 1921/22 (Lombardia)        |
| Włochy                                                            | Zdobyte trofea w rozgrywkach Włoch (stan na: 31-08-2020) |      |                            |

- Seconda Categoria/Prima Divisione (D3):
  - mistrz (1x): 1928/29 (A)
  - 3.miejsce (1x): 1930/31 (D)

## Piłkarze, trenerzy, prezydenci i właściciele klubu

### Prezydenci
...
- 1928–1929:  Dott. Cav. Annibale Vaccari

...
- od 2019:  Oreste Cavaliere

## Struktura klubu

### Stadion
Klub piłkarski rozgrywa swoje mecze domowe na Stadio Giovanni Parisi w mieście Voghera o pojemności 4 tys. widzów.

### Derby
- AC Pavia 1911
- ASD Sant'Angelo
- US Alessandria Calcio 1912
- FC Casale
- Pro Patria
- Varese Calcio